# Trollmönch

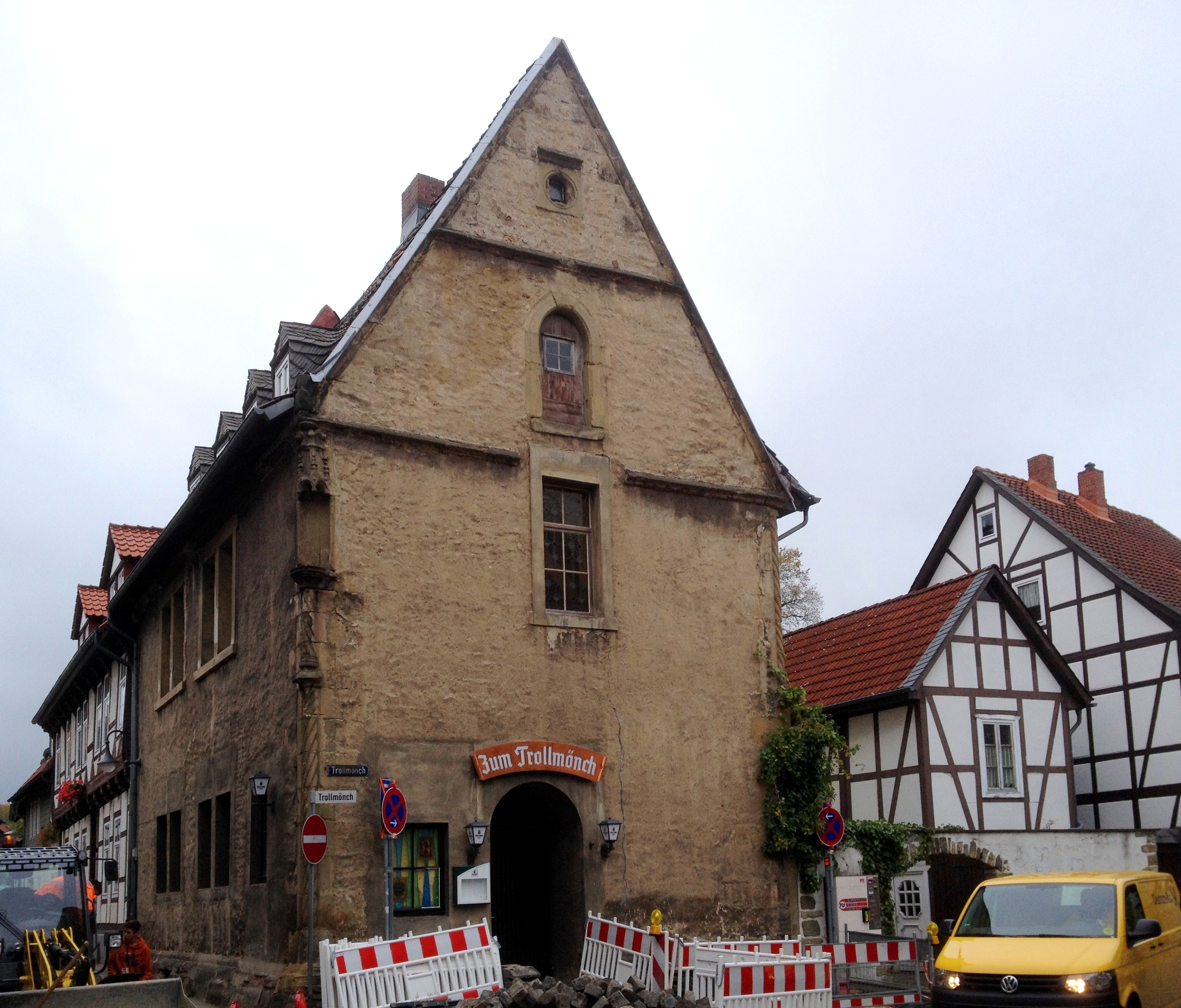
Trollmönch

Der Trollmönch ist ein ehemaliges Klostergebäude der Laienbruderschaft der Alexianer (auch Celliten, Lollarden, Trollbrüder genannt) in der Altstadt von Goslar. Es ist das südwestliche Eckhaus der gleichnamigen Verbindungsgasse von der Glockengießerstraße zur Straße An der Abzucht.

## Geschichte
Die Niederlassung ist erst 1482 dokumentarisch belegt, gleichzeitig mit dem Alexianerkloster in Braunschweig. Die Wahl des Ortes dürfte mit dem damals in unmittelbarer Nähe gelegenen Armenfriedhof zusammenhängen, da die Bruderschaft sich der Pflege körperlich und geistig Schwerkranker, der Begleitung Sterbender und zum Tod Verurteilter sowie dem letzten Geleit mittelloser Verstorbener verschrieben hatte.
Bereits 1527 stand das Bruderschaftshaus offenbar weitgehend leer, denn zu diesem Zeitpunkt fanden die Johanniter aus dem bei den Goslarer Unruhen 1527 zerstörten Heilig-Grab-Kloster hier vorübergehende Unterkunft.
1550 ging das Haus in Privatbesitz über. 1609 erwarb es die Stadt Goslar und nutzte es u. a. als Gefängnis. 1860 richtete das Königreich Hannover hier eine Kaserne ein. 1898 wurde das Haus wieder Privatbesitz und beherbergt heute ein Restaurant.